# القدوس (أسماء الله الحسنى)
قال تعالى: ﴿هُوَ اللَّهُ الَّذِي لَا إِلَهَ إِلَّا هُوَ الْمَلِكُ الْقُدُّوسُ السَّلَامُ الْمُؤْمِنُ الْمُهَيْمِنُ الْعَزِيزُ الْجَبَّارُ الْمُتَكَبِّرُ سُبْحَانَ اللَّهِ عَمَّا يُشْرِكُونَ ۝٢٣﴾ [الحشر:23]. ومعناه: شديد التنزه عما يقول المبطلون، الطاهر المنزه عن النقص وموجبات الحدوث، والمنزه عما لا يليق به، هو سبحانه الجامع لكل أوصاف الكمال والجمال والجلال، منزه عن كل وصف وعن كل خيال، المنزه عن كل ما تحيط به العقول أو يتصوره الخيال، منزه عن كل وصف يدركه حس، أو يتصوره خيال أو وهم، وفي الأثر: (كل ما خطر ببالك فهو هالك، والله غير ذلك).

## ذكره فيالقرآن
ذكر الله تبارك وتعالى تسمية نفسه بالقدوس مرتين في كتابه الكريم القرآن
- في أول سورة الجمعة قال الله تعالى : ﴿يُسَبِّحُ لِلَّهِ مَا فِي السَّمَاوَاتِ وَمَا فِي الْأَرْضِ الْمَلِكِ الْقُدُّوسِ الْعَزِيزِ الْحَكِيمِ ۝١﴾(سورة الجمعة:1).
- في خاتمة سورة الحشر قال الله تعالى : ﴿هُوَ اللَّهُ الَّذِي لَا إِلَهَ إِلَّا هُوَ الْمَلِكُ الْقُدُّوسُ السَّلَامُ الْمُؤْمِنُ الْمُهَيْمِنُ الْعَزِيزُ الْجَبَّارُ الْمُتَكَبِّرُ سُبْحَانَ اللَّهِ عَمَّا يُشْرِكُونَ ۝٢٣﴾(سورة الحشر:23).

## الأصل اللغوي
استخدام كلمة التقديس حالياً في كلام العرب أصبح قليلاً ولكن في الماضي كان بعض العرب يسمون الأناء الذي يحتوي الماء للتطهير قدس بفتح الدال مشتقه من قدوس أي المتطهر أو المطهر.
وتقدس في اللغة يعني تطهر، ومنها (التقديس) أي التطهير، والقدس بسكون الدال وضمها تعني الطهر ومنها سميت الجنة حظيرة القدس.

## معنى كلمة قدوس في كلام القدوس
من كلام الله تعالى يتضح معنى التقديس حيث يدور بين معنيين: التطهير والبركة، كالتالي:
- أولًا: التطهير

ومنها قوله تعالى: ﴿وَإِذْ قَالَ رَبُّكَ لِلْمَلَائِكَةِ إِنِّي جَاعِلٌ فِي الْأَرْضِ خَلِيفَةً قَالُوا أَتَجْعَلُ فِيهَا مَنْ يُفْسِدُ فِيهَا وَيَسْفِكُ الدِّمَاءَ وَنَحْنُ نُسَبِّحُ بِحَمْدِكَ وَنُقَدِّسُ لَكَ قَالَ إِنِّي أَعْلَمُ مَا لَا تَعْلَمُونَ ۝٣٠﴾(سورة البقرة)، نقدس لك أي نتطهر لك.
ولما عَظمت طهارة جبريل على الملائكة لقّبه الله تعالى بروح القُدُس في أربعة مواضع من كتابه الكريم فقال تعالى:
﴿وَلَقَدْ آتَيْنَا مُوسَى الْكِتَابَ وَقَفَّيْنَا مِنْ بَعْدِهِ بِالرُّسُلِ وَآتَيْنَا عِيسَى ابْنَ مَرْيَمَ الْبَيِّنَاتِ وَأَيَّدْنَاهُ بِرُوحِ الْقُدُسِ أَفَكُلَّمَا جَاءَكُمْ رَسُولٌ بِمَا لَا تَهْوَى أَنْفُسُكُمُ اسْتَكْبَرْتُمْ فَفَرِيقًا كَذَّبْتُمْ وَفَرِيقًا تَقْتُلُونَ ۝٨٧﴾ (سورة البقرة).
﴿تِلْكَ الرُّسُلُ فَضَّلْنَا بَعْضَهُمْ عَلَى بَعْضٍ مِنْهُمْ مَنْ كَلَّمَ اللَّهُ وَرَفَعَ بَعْضَهُمْ دَرَجَاتٍ وَآتَيْنَا عِيسَى ابْنَ مَرْيَمَ الْبَيِّنَاتِ وَأَيَّدْنَاهُ بِرُوحِ الْقُدُسِ وَلَوْ شَاءَ اللَّهُ مَا اقْتَتَلَ الَّذِينَ مِنْ بَعْدِهِمْ مِنْ بَعْدِ مَا جَاءَتْهُمُ الْبَيِّنَاتُ وَلَكِنِ اخْتَلَفُوا فَمِنْهُمْ مَنْ آمَنَ وَمِنْهُمْ مَنْ كَفَرَ وَلَوْ شَاءَ اللَّهُ مَا اقْتَتَلُوا وَلَكِنَّ اللَّهَ يَفْعَلُ مَا يُرِيدُ ۝٢٥٣﴾(سورة البقرة).
﴿إِذْ قَالَ اللَّهُ يَا عِيسَى ابْنَ مَرْيَمَ اذْكُرْ نِعْمَتِي عَلَيْكَ وَعَلَى وَالِدَتِكَ إِذْ أَيَّدْتُكَ بِرُوحِ الْقُدُسِ تُكَلِّمُ النَّاسَ فِي الْمَهْدِ وَكَهْلًا وَإِذْ عَلَّمْتُكَ الْكِتَابَ وَالْحِكْمَةَ وَالتَّوْرَاةَ وَالْإِنْجِيلَ وَإِذْ تَخْلُقُ مِنَ الطِّينِ كَهَيْئَةِ الطَّيْرِ بِإِذْنِي فَتَنْفُخُ فِيهَا فَتَكُونُ طَيْرًا بِإِذْنِي وَتُبْرِئُ الْأَكْمَهَ وَالْأَبْرَصَ بِإِذْنِي وَإِذْ تُخْرِجُ الْمَوْتَى بِإِذْنِي وَإِذْ كَفَفْتُ بَنِي إِسْرَائِيلَ عَنْكَ إِذْ جِئْتَهُمْ بِالْبَيِّنَاتِ فَقَالَ الَّذِينَ كَفَرُوا مِنْهُمْ إِنْ هَذَا إِلَّا سِحْرٌ مُبِينٌ ۝١١٠﴾(سورة المائدة).
﴿قُلْ نَزَّلَهُ رُوحُ الْقُدُسِ مِنْ رَبِّكَ بِالْحَقِّ لِيُثَبِّتَ الَّذِينَ آمَنُوا وَهُدًى وَبُشْرَى لِلْمُسْلِمِينَ ۝١٠٢﴾(سورة النحل).
- ثانيًا: البركة

1. ومنها قوله تعالى: ﴿يَا قَوْمِ ادْخُلُوا الْأَرْضَ الْمُقَدَّسَةَ الَّتِي كَتَبَ اللَّهُ لَكُمْ وَلَا تَرْتَدُّوا عَلَى أَدْبَارِكُمْ فَتَنْقَلِبُوا خَاسِرِينَ ۝٢١﴾(سورة المائدة) الأرض المقدسة أي الأرض المباركة.
2. ومنها قوله تعالى: ﴿إِنِّي أَنَا رَبُّكَ فَاخْلَعْ نَعْلَيْكَ إِنَّكَ بِالْوَادِ الْمُقَدَّسِ طُوًى ۝١٢﴾(سورة طه).
3. ومنها قوله تعالى: ﴿إِذْ نَادَاهُ رَبُّهُ بِالْوَادِ الْمُقَدَّسِ طُوًى ۝١٦﴾(سورة النازعات)، الوادي المقدس أي الوادي المبارك.
4. والدليل على البركة قوله تعالى :﴿سُبْحَانَ الَّذِي أَسْرَى بِعَبْدِهِ لَيْلًا مِنَ الْمَسْجِدِ الْحَرَامِ إِلَى الْمَسْجِدِ الْأَقْصَى الَّذِي بَارَكْنَا حَوْلَهُ لِنُرِيَهُ مِنْ آيَاتِنَا إِنَّهُ هُوَ السَّمِيعُ الْبَصِيرُ ۝١﴾(سورة الإسراء).

## لماذا يسمياللهذاته بالقدوس
إن اسم القدوس يعني أن الله تبارك وتعالى هو المحمود المنزه عن كل ما لا يليق به سبحانه فله الحمد كله وله الثناء كله علانيته وسره. «ولأنه سبحانه الطاهر من العيب، المنزه عن النقص والولد والشريك والصاحبة، المنزه عن كل وصف لا يليق بجلاله وكماله وعظمته وكل وصف ناقص لا يليق به عز وجل، فهو منزه عنه، ولو كان هذا النقص كمالًا في حق المخلوقين فالنوم من صفة المخلوقين وهو في حقهم كمال، والعبد الذي لا ينام يبحث عن الشفاء والعلاج، ولكنه بالنسبة لله تبارك وتعالى نقص، ولهذا نزه الله تعالى نفسه عنه».

## طرق تقديساللهالواحد القدوس
توجد طريقتين لتقديس الله تعالى كالتالي:
- أولًا: تنزيه الله عما لايليق به

1. ومنها قوله تعالى: ﴿فَلَمَّا آتَاهُمَا صَالِحًا جَعَلَا لَهُ شُرَكَاءَ فِيمَا آتَاهُمَا فَتَعَالَى اللَّهُ عَمَّا يُشْرِكُونَ ۝١٩٠﴾(سورة الأعراف).
2. ومنها قوله تعالى: ﴿وَأَنَّهُ تَعَالَى جَدُّ رَبِّنَا مَا اتَّخَذَ صَاحِبَةً وَلَا وَلَدًا ۝٣﴾(سورة الجن).
3. ومنها قوله تعالى:﴿اتَّخَذُوا أَحْبَارَهُمْ وَرُهْبَانَهُمْ أَرْبَابًا مِنْ دُونِ اللَّهِ وَالْمَسِيحَ ابْنَ مَرْيَمَ وَمَا أُمِرُوا إِلَّا لِيَعْبُدُوا إِلَهًا وَاحِدًا لَا إِلَهَ إِلَّا هُوَ سُبْحَانَهُ عَمَّا يُشْرِكُونَ ۝٣١﴾(سورة التوبة).

- ثانياً: مدح الله تعالى بما هو أهله

1. ومنها قوله تعالى: ﴿الْحَمْدُ لِلَّهِ رَبِّ الْعَالَمِينَ ۝٢﴾(سورة الفاتحة).
2. ومنها قوله تعالى: ﴿قَالَ فَمَنْ رَبُّكُمَا يَا مُوسَى ۝٤٩ قَالَ رَبُّنَا الَّذِي أَعْطَى كُلَّ شَيْءٍ خَلْقَهُ ثُمَّ هَدَى ۝٥٠﴾(سورة طه).
3. ومنها قوله تعالى: ﴿وَقَالُوا الْحَمْدُ لِلَّهِ الَّذِي أَذْهَبَ عَنَّا الْحَزَنَ إِنَّ رَبَّنَا لَغَفُورٌ شَكُورٌ ۝٣٤﴾(سورة فاطر).
4. ومنها قوله تعالى: ﴿سُبْحَانَ الَّذِي أَسْرَى بِعَبْدِهِ لَيْلًا مِنَ الْمَسْجِدِ الْحَرَامِ إِلَى الْمَسْجِدِ الْأَقْصَى الَّذِي بَارَكْنَا حَوْلَهُ لِنُرِيَهُ مِنْ آيَاتِنَا إِنَّهُ هُوَ السَّمِيعُ الْبَصِيرُ ۝١﴾(سورة الإسراء).
5. ومنها قوله تعالى: ﴿سَبَّحَ لِلَّهِ مَا فِي السَّمَاوَاتِ وَمَا فِي الْأَرْضِ وَهُوَ الْعَزِيزُ الْحَكِيمُ ۝١﴾(سورة الصف).

## أعظم تقديسللهجل جلاله
أعظم تقديس لله تعالى ما قدس الله نفسه عنه وقدسه سبحانه ملائكته وكثير من خلقه من الجبال والسماوات والناس وهو:
تنزيه الله تعالى عن إتخاذ الصاحبه والولد والنسب والشريك.
نزه الله نفسه عن ذلك في مواضع كثيرة جدًا في كتابه الكريم:
- ومنها قوله تعالى: ﴿وَجَعَلُوا بَيْنَهُ وَبَيْنَ الْجِنَّةِ نَسَبًا وَلَقَدْ عَلِمَتِ الْجِنَّةُ إِنَّهُمْ لَمُحْضَرُونَ ۝١٥٨ سُبْحَانَ اللَّهِ عَمَّا يَصِفُونَ ۝١٥٩﴾ (سورة الصافات).
- ومنها قوله تعالى: ﴿وَقَالُوا اتَّخَذَ اللَّهُ وَلَدًا سُبْحَانَهُ بَلْ لَهُ مَا فِي السَّمَاوَاتِ وَالْأَرْضِ كُلٌّ لَهُ قَانِتُونَ ۝١١٦﴾(سورة البقرة).
- ومنها قوله تعالى: ﴿يَا أَهْلَ الْكِتَابِ لَا تَغْلُوا فِي دِينِكُمْ وَلَا تَقُولُوا عَلَى اللَّهِ إِلَّا الْحَقَّ إِنَّمَا الْمَسِيحُ عِيسَى ابْنُ مَرْيَمَ رَسُولُ اللَّهِ وَكَلِمَتُهُ أَلْقَاهَا إِلَى مَرْيَمَ وَرُوحٌ مِنْهُ فَآمِنُوا بِاللَّهِ وَرُسُلِهِ وَلَا تَقُولُوا ثَلَاثَةٌ انْتَهُوا خَيْرًا لَكُمْ إِنَّمَا اللَّهُ إِلَهٌ وَاحِدٌ سُبْحَانَهُ أَنْ يَكُونَ لَهُ وَلَدٌ لَهُ مَا فِي السَّمَاوَاتِ وَمَا فِي الْأَرْضِ وَكَفَى بِاللَّهِ وَكِيلًا ۝١٧١﴾(سورة النساء).
- ومنها قوله تعالى: ﴿وَإِذْ قَالَ اللَّهُ يَا عِيسَى ابْنَ مَرْيَمَ أَأَنْتَ قُلْتَ لِلنَّاسِ اتَّخِذُونِي وَأُمِّيَ إِلَهَيْنِ مِنْ دُونِ اللَّهِ قَالَ سُبْحَانَكَ مَا يَكُونُ لِي أَنْ أَقُولَ مَا لَيْسَ لِي بِحَقٍّ إِنْ كُنْتُ قُلْتُهُ فَقَدْ عَلِمْتَهُ تَعْلَمُ مَا فِي نَفْسِي وَلَا أَعْلَمُ مَا فِي نَفْسِكَ إِنَّكَ أَنْتَ عَلَّامُ الْغُيُوبِ ۝١١٦﴾(سورة المائدة).
- ومنها قوله تعالى: ﴿وَجَعَلُوا لِلَّهِ شُرَكَاءَ الْجِنَّ وَخَلَقَهُمْ وَخَرَقُوا لَهُ بَنِينَ وَبَنَاتٍ بِغَيْرِ عِلْمٍ سُبْحَانَهُ وَتَعَالَى عَمَّا يَصِفُونَ ۝١٠٠﴾(سورة الأنعام).
- ومنها قوله تعالى: ﴿اتَّخَذُوا أَحْبَارَهُمْ وَرُهْبَانَهُمْ أَرْبَابًا مِنْ دُونِ اللَّهِ وَالْمَسِيحَ ابْنَ مَرْيَمَ وَمَا أُمِرُوا إِلَّا لِيَعْبُدُوا إِلَهًا وَاحِدًا لَا إِلَهَ إِلَّا هُوَ سُبْحَانَهُ عَمَّا يُشْرِكُونَ ۝٣١﴾(سورة التوبة).
- ومنها قوله تعالى: ﴿قَالُوا اتَّخَذَ اللَّهُ وَلَدًا سُبْحَانَهُ هُوَ الْغَنِيُّ لَهُ مَا فِي السَّمَاوَاتِ وَمَا فِي الْأَرْضِ إِنْ عِنْدَكُمْ مِنْ سُلْطَانٍ بِهَذَا أَتَقُولُونَ عَلَى اللَّهِ مَا لَا تَعْلَمُونَ ۝٦٨﴾(سورة يونس).
- ومنها قوله تعالى: ﴿وَيَجْعَلُونَ لِلَّهِ الْبَنَاتِ سُبْحَانَهُ وَلَهُمْ مَا يَشْتَهُونَ ۝٥٧﴾(سورة النحل).
- ومنها قوله تعالى: ﴿مَا كَانَ لِلَّهِ أَنْ يَتَّخِذَ مِنْ وَلَدٍ سُبْحَانَهُ إِذَا قَضَى أَمْرًا فَإِنَّمَا يَقُولُ لَهُ كُنْ فَيَكُونُ ۝٣٥﴾(سورة مريم).
- ومنها قوله تعالى: ﴿لَوْ كَانَ فِيهِمَا آلِهَةٌ إِلَّا اللَّهُ لَفَسَدَتَا فَسُبْحَانَ اللَّهِ رَبِّ الْعَرْشِ عَمَّا يَصِفُونَ ۝٢٢﴾(سورة الأنبياء).
- ومنها قوله تعالى: ﴿وَقَالُوا اتَّخَذَ الرَّحْمَنُ وَلَدًا سُبْحَانَهُ بَلْ عِبَادٌ مُكْرَمُونَ ۝٢٦﴾(سورة الأنبياء).
- ومنها قوله تعالى: ﴿مَا اتَّخَذَ اللَّهُ مِنْ وَلَدٍ وَمَا كَانَ مَعَهُ مِنْ إِلَهٍ إِذًا لَذَهَبَ كُلُّ إِلَهٍ بِمَا خَلَقَ وَلَعَلَا بَعْضُهُمْ عَلَى بَعْضٍ سُبْحَانَ اللَّهِ عَمَّا يَصِفُونَ ۝٩١﴾(سورة المؤمنون).
- ومنها قوله تعالى: ﴿لَوْ أَرَادَ اللَّهُ أَنْ يَتَّخِذَ وَلَدًا لَاصْطَفَى مِمَّا يَخْلُقُ مَا يَشَاءُ سُبْحَانَهُ هُوَ اللَّهُ الْوَاحِدُ الْقَهَّارُ ۝٤﴾(سورة الزمر).
- ومنها قوله تعالى: ﴿أَمْ لَهُمْ إِلَهٌ غَيْرُ اللَّهِ سُبْحَانَ اللَّهِ عَمَّا يُشْرِكُونَ ۝٤٣﴾ (سورة الطور).
- ومنها قوله تعالى: ﴿وَقَالُوا اتَّخَذَ الرَّحْمَنُ وَلَدًا ۝٨٨ لَقَدْ جِئْتُمْ شَيْئًا إِدًّا ۝٨٩ تَكَادُ السَّمَاوَاتُ يَتَفَطَّرْنَ مِنْهُ وَتَنْشَقُّ الْأَرْضُ وَتَخِرُّ الْجِبَالُ هَدًّا ۝٩٠ أَنْ دَعَوْا لِلرَّحْمَنِ وَلَدًا ۝٩١ وَمَا يَنْبَغِي لِلرَّحْمَنِ أَنْ يَتَّخِذَ وَلَدًا ۝٩٢ إِنْ كُلُّ مَنْ فِي السَّمَاوَاتِ وَالْأَرْضِ إِلَّا آتِي الرَّحْمَنِ عَبْدًا ۝٩٣﴾(سورة مريم).

## ألفاظ وكلمات التقديس
نذكر أفضل وأعظم كلمات التقديس على سبيل الذكر لا الحصر وإلا فإن كلمات التقديس لله عز وجل لا يحصيها إلا هو تعالى:
- أولًا: أعظم كلمات التقديس هي كلمة سبحان وقد أحبها الله وتفرد بها الله تعالى ونزه سبحانه نفسه بها، فقال تعالى: ﴿وَمَا قَدَرُوا اللَّهَ حَقَّ قَدْرِهِ وَالْأَرْضُ جَمِيعًا قَبْضَتُهُ يَوْمَ الْقِيَامَةِ وَالسَّمَاوَاتُ مَطْوِيَّاتٌ بِيَمِينِهِ سُبْحَانَهُ وَتَعَالَى عَمَّا يُشْرِكُونَ ۝٦٧﴾(سورة الزمر).

ولا يجوز أبدّا أن تطلق على غير الله أبدًا حيث اختصها الله تعالى لنفسه، وهي كلمة أحب الله استخدامها في أعظم تقديس كما سبق ذكره وهي كلمة ثقيلة جدًا في الميزان وأجرها عظيم جدًا.
ومما جاء في ذكر عظمة هذه الكلمة وحب الله لها وثقلها في الميزان، أحاديث كثيرة نذكر بعضًا منها:
- عَنْ أَبِي هُرَيْرَةَ رَضِيَ اللهُ عَنْهُ أَنَّ رَسُولَ اللهِ ﷺ قَالَ: «مَنْ قَالَ سُبْحَانَ اللهِ وَبِحَمْدِهِ فِي يَوْمٍ مِائَةَ مَرَّةٍ حُطَّتْ خَطَايَاهُ وَإِنْ كَانَتْ مِثْلَ زَبَدِ الْبَحْرِ».
- عَنْ أَبِي هُرَيْرَةَ رَضِيَ اللهُ عَنْهُ قَالَ: قَالَ رَسُولُ اللهِ ﷺ «مَنْ قَالَ: حِينَ يُصْبِحُ وَحِينَ يُمْسِي: سُبْحَانَ اللهِ وَبِحَمْدِهِ، مِائَةَ مَرَّةٍ، لَمْ يَأْتِ أَحَدٌ يَوْمَ الْقِيَامَةِ، بِأَفْضَلَ مِمَّا جَاءَ بِهِ، إِلَّا أَحَدٌ قَالَ مِثْلَ مَا قَالَ أَوْ زَادَ عَلَيْهِ».
- عَنْ أَبِي هُرَيْرَةَ رَضِيَ اللهُ عَنْهُ قال: قال رسول الله ﷺ «كَلِمَتَانِ: خَفِيفَتَانِ عَلَى اللِّسَانِ، ثَقِيلَتَانِ فِي الْمِيزَانِ، حَبِيبَتَانِ إِلَى الرَّحْمَنِ: "سُبْحَانَ اللهِ الْعَظِيمِ، سُبْحَانَ اللهِ وَبِحَمْدِهِ"».
- عَنْ أَبِي هُرَيْرَةَ رَضِيَ اللهُ عَنْهُ أَنَّ النَّبِيَّ ﷺ قَال «لَأَنْ أَقُولَ سُبْحَانَ اللَّهِ وَالْحَمْدُ لِلَّهِ وَلَا إِلَهَ إِلَّا اللَّهُ وَاللَّهُ أَكْبَرُ أَحَبُّ إِلَيَّ مِمَّا طَلَعَتْ عَلَيْهِ الشَّمْسُ». وقد طلعت الشمس على ملايين الأراضي والأودية والأملاك.
- ثانيًا: كلمة الحمد وهي أعظم كلمات التقديس لله عز وجل بعد سبحان ولا يجوز أن تصرف لغير الله فإن الحمد كله لله، قدس الله بها نفسه في كتابه الكريم فقال: ﴿وَهُوَ اللَّهُ لَا إِلَهَ إِلَّا هُوَ لَهُ الْحَمْدُ فِي الْأُولَى وَالْآخِرَةِ وَلَهُ الْحُكْمُ وَإِلَيْهِ تُرْجَعُونَ ۝٧٠﴾(سورة القصص).

وقال الله تعالى:﴿الْحَمْدُ لِلَّهِ فَاطِرِ السَّمَاوَاتِ وَالْأَرْضِ جَاعِلِ الْمَلَائِكَةِ رُسُلًا أُولِي أَجْنِحَةٍ مَثْنَى وَثُلَاثَ وَرُبَاعَ يَزِيدُ فِي الْخَلْقِ مَا يَشَاءُ إِنَّ اللَّهَ عَلَى كُلِّ شَيْءٍ قَدِيرٌ ۝١﴾(سورة فاطر).
وتأتي مع كلمة سبحان لتزداد العظمة والتقديس لله كقول (سبحان الله وبحمده) و(سبحان الله والحمد لله) كما جاء في السنّة عن نبينا محمد صلى الله عليه وسلم.
- ثالثًا: كلمة تبارك وهي من أعظم الكلمات للتقديس للرب جل جلاله ولا يجوز أن تذكر إلا لله الواحد المتعال نزه الله بها نفسه في كتابه.
- فقال الله تعالى:﴿تَبَارَكَ الَّذِي نَزَّلَ الْفُرْقَانَ عَلَى عَبْدِهِ لِيَكُونَ لِلْعَالَمِينَ نَذِيرًا ۝١﴾(سورة الفرقان).
- وقال الله تعالى:﴿تَبَارَكَ الَّذِي جَعَلَ فِي السَّمَاءِ بُرُوجًا وَجَعَلَ فِيهَا سِرَاجًا وَقَمَرًا مُنِيرًا ۝٦١﴾(سورة الفرقان).
- وقال الله تعالى:﴿وَتَبَارَكَ الَّذِي لَهُ مُلْكُ السَّمَاوَاتِ وَالْأَرْضِ وَمَا بَيْنَهُمَا وَعِنْدَهُ عِلْمُ السَّاعَةِ وَإِلَيْهِ تُرْجَعُونَ ۝٨٥﴾(سورة الزخرف).
- وقال الله تعالى:﴿تَبَارَكَ اسْمُ رَبِّكَ ذِي الْجَلَالِ وَالْإِكْرَامِ ۝٧٨﴾(سورة الرحمن).

## الدعاء باسم القدوس
أمر الله تعالى بالدعاء بأسمائه الحسنى ومنها اسم (القدوس) وهو اسم عظيم يستخدم في مدح الله والثناء عليه ومهما عبدنا الله وقدسناه يبقى العبد منا مقصرًا تقصيرًا عظيمًا في حق الله حتى نبينا وحبيبنا محمد ﷺ عَلِمَ عِلم اليقين أنه لم ولن يبلغ أحد كمال الثناء على الله تعالى.
عن عائشة رضي الله عنها قالت: "كُنْتُ نَائِمَةً إِلَى جَنْبِ رَسُولِ اللَّهِ صَلَّى اللَّهُ عَلَيْهِ وَسَلَّمَ فَفَقَدْتُهُ مِنَ اللَّيْلِ فَلَمَسْتُهُ، فَوَقَعَتْ يَدِي عَلَى قَدَمَيْهِ وَهُوَ سَاجِدٌ وَهُوَ يَقُولُ: «أَعُوذُ بِرِضَاكَ مِنْ سَخَطِكَ وَبِمُعَافَاتِكَ مِنْ عُقُوبَتِكَ، لَا أُحْصِي ثَنَاءً عَلَيْكَ أَنْتَ كَمَا أَثْنَيْتَ عَلَى نَفْسِكَ»

## العلاقة بين صلاة الوتر و(سبحانالملكالقدوس)
عن أبيّ بن كعب قال: كان رسول اللّه صلى اللّه عليه وسلم إذا سلم في الوتر قال: " سُبْحَانَ الْمَلِكِ الْقُدُّوسِ"
هذا الدعاء من رسول الله صلى ﷺ في آخر الليل وعند السلام من صلاة الوتر يبين عظمة الخالق وأن الرسول صلى ﷺ علم أنه لم يصل إلى كمال تقديس الله فأثنى على الله بما هو أهله وهذا دليل على أنه لا يقدس الله إلا من عرف حق المعرفة أن كمال الثناء على الله أمر مستحيل على عبد أو مخلوق مهما كان فاعتراف الرسول ﷺ بتقصيره في كمال الثناء على الله أمر طبيعي وحتمي لذلك كان رسولنا ﷺ يقول بعد السلام من صلاة الوتر (سبحان الملك القدوس) ويرفع بها صوته.